# Cerco de Cândia
O cerco de Candia (moderna Heraklion, Creta) foi um conflito militar no qual as forças otomanas sitiaram a cidade governada por venezianos. Com duração de 1648 a 1669, ou um total de 21 anos, é o segundo cerco mais longo da história após o cerco de Ceuta; no entanto, os otomanos foram finalmente vitoriosos, apesar da resistência de Candia.
A longa duração do cerco e o custo para o lado otomano podem ser atribuídos a ajudar o declínio do Império Otomano, especialmente após a Grande Guerra Turca. Provocou 118 000 perdas otomanas e 30 000 da República Veneziana.

## Antecedentes
No século XVII, o poder de Veneza no Mediterrâneo estava diminuindo à medida que o poder otomano crescia. A República de Veneza acreditava que os otomanos usariam qualquer desculpa para prosseguir com as hostilidades.
Em 1644, os Cavaleiros de Malta atacaram um comboio otomano a caminho de Alexandria para Constantinopla. Eles desembarcaram em Cândia com o saque, que incluía o ex-chefe Eunuco Negro do Harém, o cádi do Cairo, entre outros peregrinos que se dirigiam a Meca.
Em resposta, 60 000 soldados otomanos liderados por Yusuf Pasha desembarcaram na Creta veneziana sem alvo aparente, com muitos suspeitando que eles estivessem indo para Malta. Em vez disso, os otomanos surpreendentemente atacaram Creta em junho de 1645, sitiando e ocupando La Canea (moderna Chania) e Rettimo (moderna Retimno). Cada uma dessas cidades levou dois meses para ser conquistada. Entre 1645 e 1648, os otomanos ocuparam o resto da ilha e se prepararam para tomar a capital, Candia.

## O Cerco

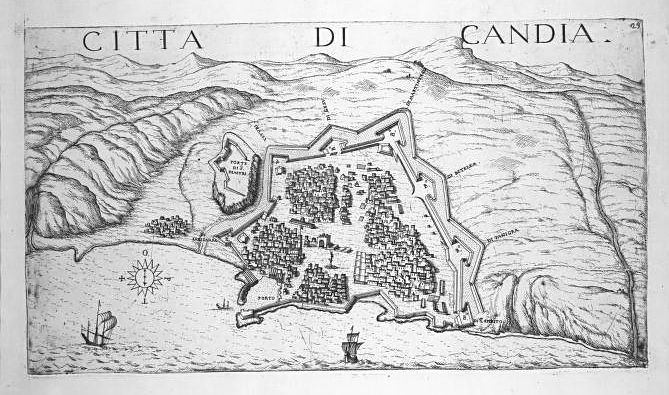
Cândia e suas fortificações, 1651

O cerco de Candia começou em maio de 1648. Os otomanos passaram três meses sitiando a cidade, cortando o abastecimento de água e interrompendo as rotas marítimas de Veneza para a cidade. Eles bombardeariam a cidade pelos próximos 16 anos com pouco efeito.
Os venezianos, por sua vez, tentaram bloquear os Dardanelos, controlados pelos otomanos, para impedir o reabastecimento da força expedicionária otomana em Creta. Este esforço levou a uma série de ações navais. Em 21 de junho de 1655 e 26 de agosto de 1656, os venezianos foram vitoriosos, embora o comandante veneziano, Lorenzo Marcello, tenha sido morto no último confronto. No entanto, de 17 a 19 de julho de 1657, a marinha otomana derrotou os venezianos. O capitão veneziano, Lazzaro Mocenigo, foi morto por um mastro caindo.
Veneza recebeu mais ajuda de outros estados da Europa Ocidental após o Tratado dos Pirenéus de 7 de novembro de 1659 e a consequente paz entre França e Espanha. No entanto, a Paz de Vasvár (agosto de 1664) liberou forças otomanas adicionais para ação contra os venezianos em Candia.
Em 1666, uma tentativa veneziana de recapturar La Canea falhou. No ano seguinte, o coronel Andrea Barozzi, um engenheiro militar veneziano, desertou para os otomanos e lhes deu informações sobre pontos fracos nas fortificações de Candia. Em 24 de julho de 1669, uma expedição terrestre/marítima francesa sob o comando de François de Beaufort não apenas não conseguiu levantar o cerco, mas também perdeu o vice-carro-chefe da frota, La Thérèse, um navio de guerra francês de 900 toneladas armado com 58 canhões, para uma explosão acidental. Este duplo desastre foi devastador para o moral dos defensores da cidade.

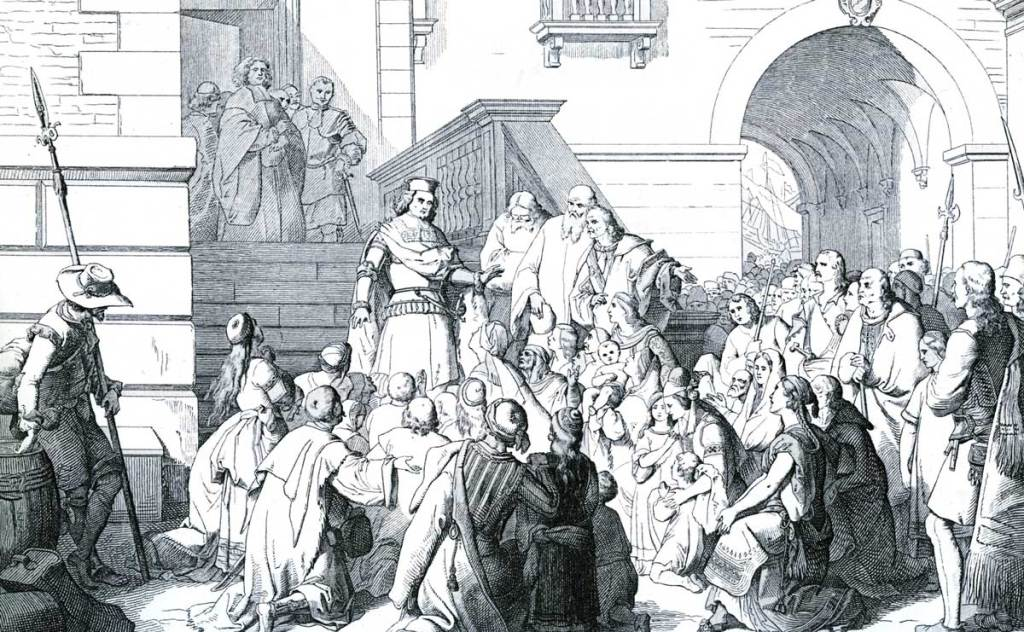
Os venezianos abandonam Cândia. Ilustração de Giuseppe Lorenzo Gatteri, 1863.

Castigados por seu esforço de socorro fracassado e a perda de um navio de guerra tão valioso, os franceses abandonaram Candia em agosto de 1669, deixando o capitão-general Francesco Morosini, comandante das forças venezianas, com apenas 3 600 homens aptos e suprimentos escassos para defender a fortaleza. Ele, portanto, aceitou os termos e se rendeu a Ahmed Köprülü, o grão-vizir do Império Otomano, em 27 de setembro de 1669. No entanto, a sua rendição sem primeiro receber autorização do Senado veneziano fez de Morosini uma figura controversa em Veneza por alguns anos depois.
Como parte dos termos de rendição, todos os cristãos foram autorizados a deixar Candia com qualquer coisa que pudessem carregar. Ao mesmo tempo, Veneza manteve a posse de Gramvousa, Souda e Spinalonga, ilhas fortificadas que protegiam portos naturais onde os navios venezianos podiam parar durante suas viagens ao Mediterrâneo oriental. Após a queda de Cândia, os venezianos compensaram um pouco sua derrota expandindo suas posses na Dalmácia.